# 타이안시
타이안(태안, 중국어: 泰安, 병음: Tài'ān)은 중화인민공화국 산둥성의 서쪽에 있는 지급시이다. 고대 봉선 의식이 진행되는 오악 중의 하나인 태산(泰山)이 자리를 잡고 있으며, 도교, 불교 중심의 산중의 하나로, 많은 방문객들이 찾는다. 인구의 98.7%가 한족이며, 그 밖에 후이족 등이 거주를 한다.

## 역사
신석기시대에 현재의 타이안 지역은 대문구문화의 고향이었다. 춘추전국시대에 제나라와 노나라에 속했다. 이 지역의 역사와 문화적으로 중요한 장소로 타이산이다. 

## 지리
동경 116도 02부에서 117도 59부, 북위 35도 38부에서 36도 28부에 걸쳐서 펼쳐진다. 동서로 176km, 남북으로 93km의 크기를 가지며, 전체에 산이 많으며, 중앙에 태산이 위치한다.
북쪽은 성도인 지난, 북동으로 라이우(莱蕪), 동쪽으로 쯔보(淄博), 동남으로 린이(臨沂), 남쪽으로 지닝(濟寧)과 접한다. 서쪽은 랴오청(聊城市), 및 황하에 접하고 그 너머로 허난성이다.
타이안은 계절풍의 영향을 받는 대륙성 기후로, 연평균 기온은 13.7 °C, 최한월 평균기온이 -1.3 °C(1월), 최난월 평균기온이 26.7 °C(7월), 연평균 강수량은 692mm이다.
| 타이안시의 기후                                               | 타이안시의 기후 | 타이안시의 기후 | 타이안시의 기후 | 타이안시의 기후 | 타이안시의 기후 | 타이안시의 기후 | 타이안시의 기후 | 타이안시의 기후 | 타이안시의 기후 | 타이안시의 기후 | 타이안시의 기후 | 타이안시의 기후 | 타이안시의 기후 |
| 월                                                            | 1월             | 2월             | 3월             | 4월             | 5월             | 6월             | 7월             | 8월             | 9월             | 10월            | 11월            | 12월            | 연간            |
| ------------------------------------------------------------- | --------------- | --------------- | --------------- | --------------- | --------------- | --------------- | --------------- | --------------- | --------------- | --------------- | --------------- | --------------- | --------------- |
| 역대 최고 기온 °C (°F)                                        | 15.8 (60.4)     | 21.8 (71.2)     | 26.1 (79.0)     | 33.8 (92.8)     | 38.6 (101.5)    | 40.7 (105.3)    | 39.6 (103.3)    | 40.0 (104.0)    | 34.6 (94.3)     | 31.6 (88.9)     | 27.1 (80.8)     | 17.4 (63.3)     | 40.7 (105.3)    |
| 일평균 최고 기온 °C (°F)                                      | 4.6 (40.3)      | 8.2 (46.8)      | 14.4 (57.9)     | 21.1 (70.0)     | 26.6 (79.9)     | 31.0 (87.8)     | 31.4 (88.5)     | 30.3 (86.5)     | 26.9 (80.4)     | 21.0 (69.8)     | 13.0 (55.4)     | 6.1 (43.0)      | 19.6 (67.2)     |
| 일일 평균 기온 °C (°F)                                        | −1.3 (29.7)     | 2.1 (35.8)      | 8.2 (46.8)      | 14.9 (58.8)     | 20.5 (68.9)     | 25.1 (77.2)     | 26.7 (80.1)     | 25.5 (77.9)     | 20.9 (69.6)     | 14.4 (57.9)     | 6.9 (44.4)      | 0.5 (32.9)      | 13.7 (56.7)     |
| 일평균 최저 기온 °C (°F)                                      | −5.9 (21.4)     | −2.9 (26.8)     | 2.6 (36.7)      | 8.9 (48.0)      | 14.4 (57.9)     | 19.5 (67.1)     | 22.7 (72.9)     | 21.6 (70.9)     | 15.9 (60.6)     | 9.1 (48.4)      | 2.0 (35.6)      | −3.9 (25.0)     | 8.7 (47.6)      |
| 역대 최저 기온 °C (°F)                                        | −22.4 (−8.3)    | −19.3 (−2.7)    | −12.6 (9.3)     | −5.7 (21.7)     | 0.7 (33.3)      | 8.2 (46.8)      | 13.1 (55.6)     | 10.4 (50.7)     | 1.8 (35.2)      | −3.3 (26.1)     | −12.6 (9.3)     | −20.3 (−4.5)    | −22.4 (−8.3)    |
| 평균 강수량 mm (인치)                                         | 5.2 (0.20)      | 11.9 (0.47)     | 13.8 (0.54)     | 33.4 (1.31)     | 55.8 (2.20)     | 85.2 (3.35)     | 201.3 (7.93)    | 160.3 (6.31)    | 64.2 (2.53)     | 27.7 (1.09)     | 25.3 (1.00)     | 7.6 (0.30)      | 691.7 (27.23)   |
| 평균 강수일수 (≥ 0.1 mm)                                      | 2.1             | 3.3             | 3.3             | 5.1             | 6.9             | 8.5             | 12.4            | 11.6            | 7.3             | 5.5             | 4.4             | 3.1             | 73.5            |
| 평균 강설일수                                                 | 2.8             | 2.9             | 1.2             | 0.2             | 0               | 0               | 0               | 0               | 0               | 0               | 1.0             | 2.2             | 10.3            |
| 평균 상대 습도 (%)                                            | 58              | 55              | 51              | 56              | 61              | 62              | 78              | 80              | 74              | 69              | 66              | 62              | 64              |
| 평균 월간 일조시간                                            | 163.6           | 166.4           | 213.5           | 235.3           | 261.5           | 228.5           | 190.8           | 200.2           | 194.6           | 198.7           | 170.6           | 162.1           | 2,385.8         |
| 가능 일조율                                                   | 53              | 54              | 57              | 60              | 60              | 52              | 43              | 48              | 53              | 58              | 56              | 54              | 54              |
| 출처: 중국기상국 (평년값: 1991년~2020년, 극값: 1971년~2010년) |                 |                 |                 |                 |                 |                 |                 |                 |                 |                 |                 |                 |                 |

## 행정구역
2개의 시할구와 2개의 현급시, 2개의 현이 있다
| 타이안시 현급구역 | 이름   | 간자   | 한글   | 면적(km2) | 인구(명) |
| ----------------- | ------ | ------ | ------ | --------- | -------- |
|                   |        |        |        |           |          |
| 시할구            |        |        |        |           |          |
| 타이산구          | 泰山区 | 태산구 | 336.86 | 62만      |          |
| 다이웨구          | 岱岳区 | 대악구 | 1,750  | 95만      |          |
| 현급시            |        |        |        |           |          |
| 신타이시          | 新泰市 | 신태시 | 1,933  | 134만     |          |
| 페이청시          | 肥城市 | 비성시 | 1,277  | 96만      |          |
| 현                |        |        |        |           |          |
| 닝양현            | 宁阳县 | 영양현 | 1,124  | 80만      |          |
| 둥핑현            | 东平县 | 동평현 | 1,340  | 77만      |          |

## 관광

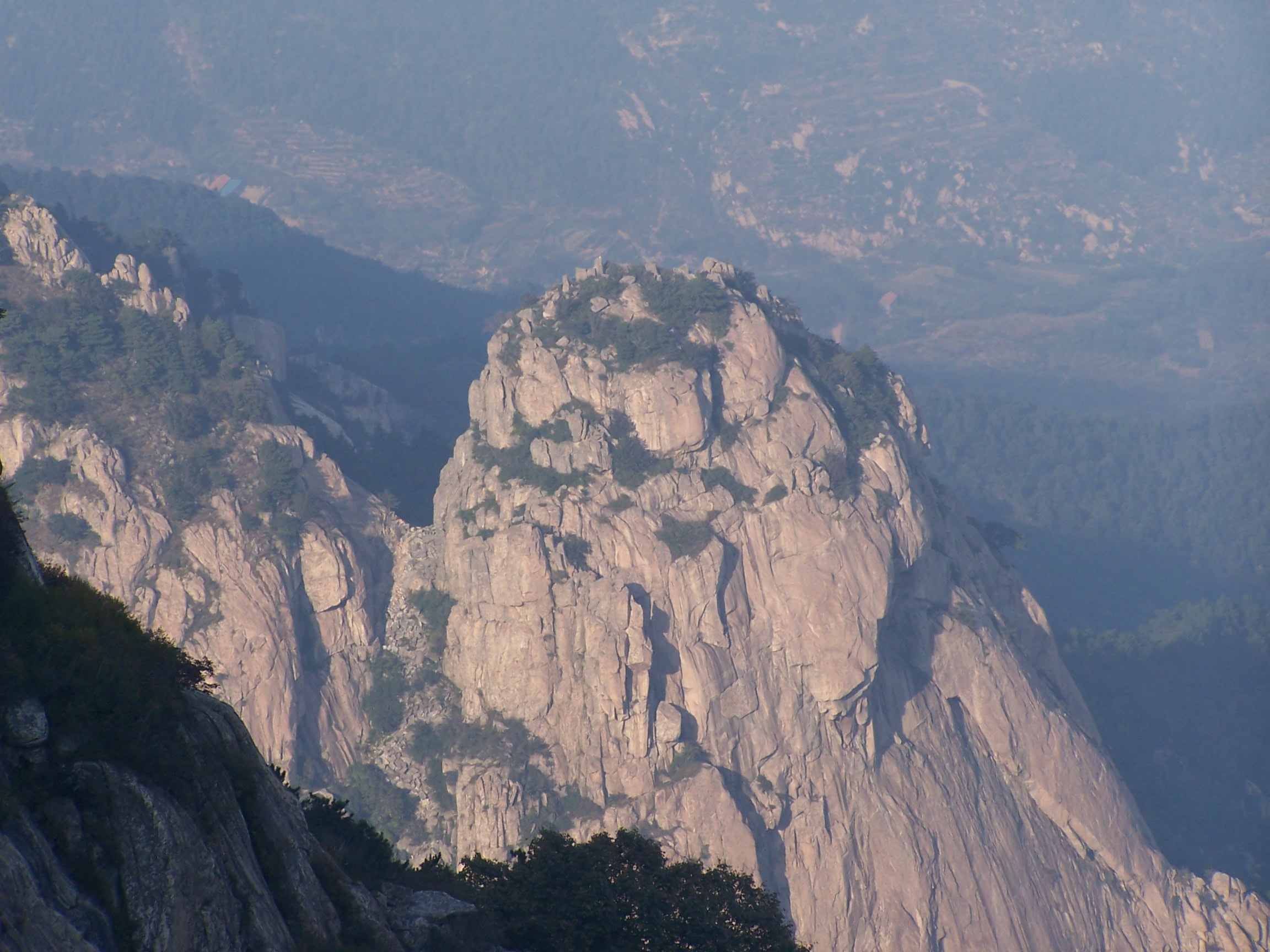
태산

타이안(泰安)에 있는 타이산(泰山)은 중국의 오악(五岳)중의 동악(东岳)을 말하며, “오악의 첫째(五岳独宗)”라는 훌륭한 명성을 얻고 있다. 타이산은 수많은 고대의 제왕들이 봉선(封禅)의식을 행하였던 장소였으며，5천년의 정치, 문화, 종교 등의 풍부한 역사를 바탕으로 '천하제일의 산', '중화민족 정신의 상징'이라는 칭호를 얻었다. 해발 1545m이며, 주위의 평원, 구릉지역과 비교해 볼 때 더욱 우람하다. 타이산에서는 기이, 위험, 수려, 평온함 등을 느낄 수 있으며, 인문경관과 자연경관이 결합된 독특한 매력을 경험할 수 있다. 타이산은 이러한 높은 역사문화가치와 독특한 풍격의 미학가치 및 세계적으로 의의가 있는 지질과학가치가 서로 융합되어 보기 드문 풍경유적지를 형성하여 1987년 세계자연문화유산으로 지정되었다.

## 자매 도시
- 일본 하치오지시
- 대한민국 충청남도 태안군

## 같이 보기
- 산둥성